# 아크로틸루스과
아크로틸루스과(Acrotylaceae)는 진정홍조강 돌가사리목에 속하는 홍조식물과의 하나이다. 7속 8종으로 이루어져 있다.

## 하위 속
| - 아크로틸루스속 (Acrotylus) - Amphiplexia - Antrocentrum - Claviclonium | - Hennedya - Ranavalona - Reinboldia |